# Conquer
Conquer è il sesto album in studio del gruppo musicale statunitense Soulfly, pubblicato il 29 luglio 2008 dalla Roadrunner Records.

## Descrizione
È il proseguimento naturale del discorso iniziato con Dark Ages, anche se qui la matrice groove metal prende maggiormente il sopravvento sul thrash metal old school e soprattutto sui tribalismi.

## Tracce
1. Blood Fire War Hate – 4:59
2. Unleash – 5:10
3. Paranoia – 5:31
4. Warmageddon – 5:22
5. Enemy Ghost – 3:02
6. Rough – 3:27
7. Fall of the Sycophants – 5:09
8. Doom – 4:58
9. For Those About to Rot – 6:47
10. Touching the Void – 7:25
11. Soulfly VI – 5:20

### Bonus tracks versione digipack
1. Mypath – 4:43
2. Sailing On – 4:41 – cover dei Bad Brains
3. The Beautiful People – 4:23 – cover dei Marilyn Manson

## Formazione
Gruppo
- Max Cavalera - voce, chitarra, berimbau, sitar
- Marc Rizzo - chitarra
- Bobby Burns - basso
- Joe Nunez - batteria

Altri musicisti
- David Vincent - voce (nel brano 1)
- Dave Peters - voce (nel brano 2)

Cast tecnico
- Max Cavalera - produzione, direzione artistica
- Andy Sneap - missaggio
- Jeffrey Rose - missaggio
- Martin "Ginge" Ford - missaggio
- Tim Lau - ingegneria del suono
- Svante Forsback - masterizzazione
- Ted Jensen - masterizzazione
- Charles Dooher - direzione artistica
- Android Jones - artwork
- Leo Zuletta - artwork (logo)
- Eddie Malluk - fotografia